# سیارک ۱۰۹۸۴
سیارک ۱۰۹۸۴ (به انگلیسی: 10984 Gispen، نامگذاری:3507T-3) ده هزار و نهصد و هشتاد و چهارمین سیارک کشف شده‌است که در ۱۶ اکتبر ۱۹۷۷ کشف شد.
قدر مطلق سیارک برابر ۱۱.۷ است.